# وودلند پارک (کلرادو)
وودلند پارک (به انگلیسی: Woodland Park) شهری در ایالت کلرادو کشور ایالات متحده آمریکا است که جمعیت آن در سرشماری سال ۲۰۱۰ میلادی، ۷٬۲۰۰ نفر بوده‌است.